# Девичий переполох
«Деви́чий переполо́х» — оперетта Юрия Сергеевича Милютина, написанная им в 1945 году.

## История создания
В год победы СССР в Великой Отечественной войне Ленинградский театр музыкальной комедии, проработавший всю блокаду в осаждённом Ленинграде, выпускает премьеру — оперетту композитора Юрия Милютина, не перестававшего писать музыку во время прифронтовых выступлений с концертными бригадами.
Либретто оперетты «Девичий переполох» основывалось на одноимённой комедии русского драматурга конца XIX века В. А. Крылова, ставившейся в Александринском и Малом театрах. Этому своему «происхождению» оперетта обязана мелодичностью и русской народной напевностью, которые отличают её от других произведений подобного жанра в СССР 1930-х — 1940-х годов. Задор и тонкий юмор, заложенный в либретто его авторами — поэтом Михаилом Гальпериным и драматургом Виктором Типотом, сделали оперетту по настоящему весёлой и искристой.
В том же, 1945 году, премьера оперетты проходит в Челябинске и Свердловске.  Московский театр оперетты впервые поставил её на своей сцене в сентябре 1950 года. Затем она начинает своё триумфальное шествие по театрам музыкальной комедии всей страны.. Включают эту оперетту в свой репертуар и театры XXI века.
В 1975 году по сценарию одного из авторов либретто оперетты Виктора Типота режиссёром Георгием Ансимовым был создан одноимённый фильм-спектакль, главные роли в котором исполнили Татьяна Шмыга и Герард Васильев.

## Действующие лица
- Охлябин-Сусло — воевода
- Мария Никитична — его жена
- Ксения (в некоторых постановках — Марфа) — их дочь
- Матвеевна — её нянька
- Сапун-Тюфякин — московский боярин
- Юрий Токмако́в — дьяк тайного приказа
- Тимофей Бессомыка — скоморох воеводы
- Настасья — его жена
- Прасковья Бухалова — вдова
- Дарья — её дочь, подруга Ксении
- Агафон — мельник
- Кречетов, Глебов, Кукин, Кикин — местные дворяне
- Устинья, Дуня, Анфиса, Лукерья, Глафира — их дочери
- Подьячий, Пристава́ — 1й и 2-й

## Сюжет
Россия, давно прошедшие времена, отдалённое от Москвы воеводство. В доме воеводы волнение и суета, все готовятся к приезду знатного гостя — московского боярина, его свиты и челяди. По всему царству смотрит он дворянских дочерей, выбирает невесту для самого царя. Дочь воеводы Ксения и её подруга Дарья беседуют об этом на прогулке в сопровождении няньки Матвеевны. Обеих девушек тревожит предстоящее событие, но если Дарья грезит о такой судьбе для себя, то Ксения мечтает о сердечном дружке. «Без любви — какое счастье?» — говорит она.
Завидев невдалеке рослого и красивого молодого незнакомца, Ксения под благовидным предлогом отсылает няньку, взяв при этом её платок. Повязав его на голову, девушка спешит к сторожевой вышке, где и встречает приезжего, выдавая себя за сенную девку — собственную служанку. Незнакомец представляется заезжим купцом. Завязавшийся разговор сближает молодых людей, они влюбляются друг в друга с первого взгляда, но расстаются оба с ощущением, что каждый из них — не тот, за кого себя выдаёт.
В то же время недалеко от двора воеводы толпятся боярыни. Каждой хочется выдать дочку за самого царя. Особенно мечтает об этом мать Дарьи, хитрая боярыня Прасковья. Чтобы сократить количество соперниц, старается она убедить товарок, а особенно — воеводшу Марию Никитичну, как опасно быть царской тёщей.
Ксения, следуя внезапно вспыхнувшей любви к незнакомцу и опасаясь успеха на царских смотринах, пытается уговорить отца избавить её от участия в них. Однако тот и слышать не хочет: «Ослушаться царя да бежать от алтаря»? Как и другие дворянские папаши, желает он стать близко к царской власти. Тогда Ксения решается на отчаянный шаг — бежать из отцовского дома. Помощь приходит с неожиданной стороны. Смертельно запуганная Прасковьей Бухаловой мать Ксении предлагает ей тайком от отца уехать в близлежащий монастырь и отсидеться там у матери-игуменьи. Сопровождают Ксению преданный ей воеводский скоморох Тимошка Бессомыка и нянька Матвеевна.
Тем временем царский посланник въезжает в ворота воеводского двора. Сегодня же должно состояться знакомство знатного свата с родителями невест. Пока боярин парится в бане, воевода обходит дом и обнаруживает исчезновение дочери. Осыпая жену ругательствами, но заботясь при этом о благополучии Ксении, воевода думает, как избежать ему боярского гнева.
Боярин Сапун-Тюфякин появляется в сопровождении статного, по-столичному нарядно одетого дьяка Юрия Токмакова. Если бы в зале была Ксения, она узнала бы в нём вчерашнего торгового гостя и убедилась бы в справедливости своих подозрений. Юрий нарочно переоделся купцом, чтобы тайно выяснить, не укрываются ли дворянские дочки от царских смотрин. Знакомство идёт своим чередом, боярыня Прасковья продолжает интриговать в пользу своей дочери.
Юрий рассчитывал встретить среди дворни полюбившуюся ему девушку, однако ревнивая жена скомороха Настасья рассказывает дьяку, что «Тимошка с двумя бабами уехал в монастырь». Юрий отправляется по следу беглецов, а узнавший об этом перепуганный воевода отправляет вернувшегося скомороха перепрятать дочь. Все путешественники случайно встречаются на мельнице Агафона, и заранее спрятавшийся там Юрий, услышав песню Ксении, понимает, что она тоже влюблена, и открывается ей. Ксения, желая проверить чувства Юрия, продолжает играть роль крепостной девки. По закону, женившийся на «кабальной», сам идёт в кабалу. Однако Юрий готов на всё, и девушка говорит ему правду. Теперь ей ещё более важно бежать от смотрин. Договорившись встретиться с любимой на ближнем погосте, чтобы обвенчаться в церкви и бежать, Юрий покидает мельницу. Всех оставшихся, не узнавая, арестуют «как воровских и гулящих людей» неожиданно появившиеся воеводские пристава́. Таков указ воеводы, пожелавшего показать свою ретивость перед лицом высокого гостя.
Наступает утро. Все родители и дочери в сборе. Боярин торжественно занимает своё место и вдруг обнаруживает, что пропал дьяк, «без которого ему в девках не разобраться». Тут же выявляется и отсутствие воеводиной дочери, заблаговременно внесённой подьячим в список. Родители Ксении пытаются оправдаться, окончательно запутывая боярина. На авансцену выходит боярыня Бухалова, беря растерявшегося боярина в оборот и убеждая остановить выбор на Дарье.
Прерывая смотрины, в зал в рваной одежде входит Юрий, пострадавший от стрельцов воеводы в схватке на погосте. Желая смягчить гнев боярина, воевода распоряжается доставить задержанных вчера на мельнице воров. Появляются Ксения, Матвеевна и Бессомыка. Увидев девушку, боярин смягчается, но тут же склоняет свой выбор государевой невесты в её пользу. Ксения же, не дав ему опомниться, наговаривает с три короба про давнее знакомство с Юрием, состоявшуюся уже помолвку и благословение родителей. Тем ничего не остаётся, как подтвердить слова дочери.
Боярин, неоднократно «в честь праздника» облобызавшись с Ксенией, великодушно дозволяет дьяку Юрию сыграть свадьбу. Напоследок высокий гость напоминает присутствующим: «Я же говорил, что он в девках разбирается!»

## Вокальные номера

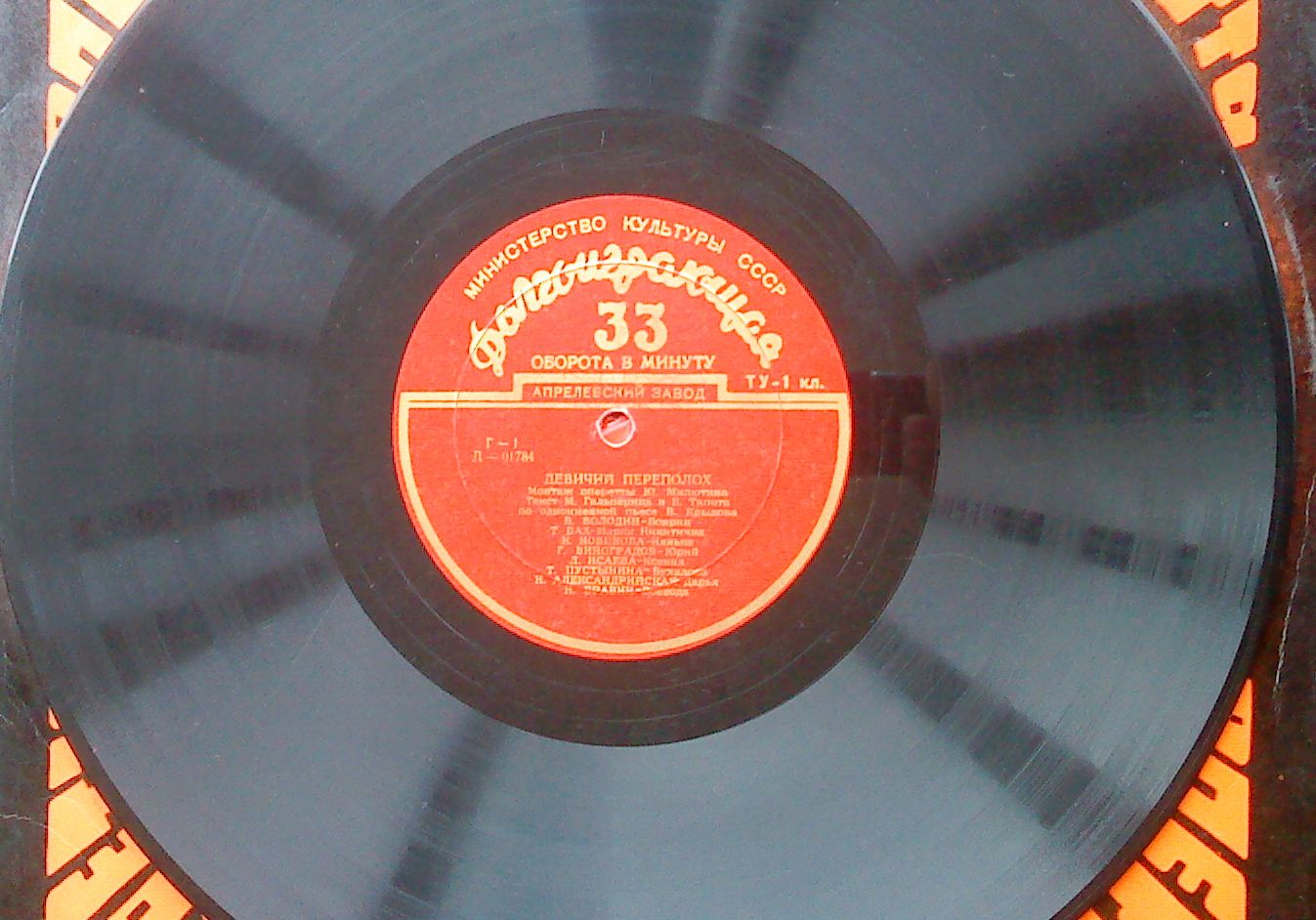
Грампластинка Апрелевского завода с записью оперетты «Девичий переполох», 1956 год

- Любо мне на вольной воле… (Ксения)
- Нет, нет, нет, голубка… (Ксения, Дарья)
- Скажи, скажи, ты друг иль ворог лютый… (Ксения, Юрий)
- Слава боярину, слава! (Хор)
- О, Господи-владыка, что же будет… (Кто же будет царским тестем) (Дворяне)
- Я не первый день живу на свете… (Юрий)
- Эх, вода, вода моя, вода… (Агафон)
- Здравствуй, угол заповедный… (Юрий)
- Слеза туманит ясны очи… (Ксения)
- Не отрекайся, а поверь… (Юрий, Ксения)
- Ах, тебя, моя красавица… (Юрий, Ксения)
- Три деревни, два села, наша песня весела… (Матвеевна, Тимошка, Агафон)
- Глазки ясные, ручки малые, зубки ровные, губки алые… (Хор)
- Ах, лебёдушку просватали… (Дарья)